# Ferrocarrils de la Generalitat Valenciana
FGV sind eine am 10. November 1986 gegründete Bahngesellschaft in der spanischen Region Valencia. Sie sind eine der (damaligen) Conselleria de Obras Públicas, Urbanismo y Transporte der Regionalverwaltung von Valencia nachgeordnete öffentliche Körperschaft und betreibt, ausgehend von den beiden größten Städten der Region, Valencia und Alicante, den nicht breitspurigen, schienengebundenen ÖPNV (Metro Valencia, Stadtbahn Alicante) in der Region. Ausgangspunkt waren die meterspurigen ehemaligen Vorortbahnen dieser Städte, die von den Ferrocarriles de Vía Estrecha (FEVE) übernommen wurden. Seitdem sorgen die FGV im Rahmen der zur Verfügung stehenden Mittel für eine kontinuierliche Modernisierung und den Ausbau des eigenen Netzes (Innenstadttunnel Valencia und Alicante, Einführung Straßenbahnen in Valencia und Alicante, Umstellung auf Metrobetrieb in Valencia, Elektrifizierung Alicante–Benidorm).